# 多丽丝·马莱茨基
多丽丝·马莱茨基（德語：Doris Maletzki，1952年6月11日—），德国女子田径运动员，主攻短跑。她曾代表东德参加1976年夏季奥林匹克运动会田径比赛，获得女子4×400米接力金牌。